# سبيكترم سنتر
سبيكترم سنتر هي صالة رياضية تقع في مدينة شارلوت، كارولاينا الشمالية. هي الملعب الرسمي لنادي شارلوت هورنتس الذي يلعب في دوري إن بي أي. تم افتتاح الصالة في 21 أكتوبر 2005.